# سیوانه‌دارچک
سیوانه‌دارچک، روستایی از توابع بخش ازگله شهرستان ثلاث باباجانی در استان کرمانشاه ایران است.

## جمعیت
این روستا در دهستان ازگله قرار دارد و براساس سرشماری مرکز آمار ایران در سال ۱۳۸۵، جمعیت آن زیر سه خانوار بوده‌است.